# Список земноводних Німеччини
Цей список є списком видів земноводних, спостережених на території Німеччини. У фауні Німеччини спостерігається 21 вид земноводних: 15 видів жаб та 6 видів саламандр.

## Ряд Хвостаті (Caudata)
Представники ряду Хвостаті відрізняються від інших сучасних земноводних видовженим тілом та наявністю у дорослих тварин хвоста. До нього відносяться саламандри та тритони. Налічує понад 580 видів, з них у Німеччині трапляється 6 видів.

### Родина Саламандрові (Salamandridae)
| Українська назва                     | Латинська назва        | Автор таксона     | Статус МСОП | Зображення |
| Ряд: Хвостаті (Caudata)              |                        |                   |             |            |
| Родина: Саламандрові (Salamandridae) |                        |                   |             |            |
| Тритон гірський                      | Triturus alpestris     | (Laurenti, 1768)  | LC          |            |
| Тритон перетинчастий                 | Lissotriton helveticus | Razoumovsky, 1789 | LC          |            |
| Тритон звичайний                     | Lissotriton vulgaris   | Linnaeus, 1758    | LC          |            |
| Тритон гребінчастий                  | Triturus cristatus     | Laurenti, 1768    | LC          |            |
| Саламандра вогняна                   | Salamandra salamandra  | (Shaw, 1802)      | LC          |            |
| Саламандра альпійська                | Salamandra atra        | (Laurenti, 1768)  | LC          |            |

## Ряд Безхвості (Anura)
До ряду відносяться жаби та ропухи. Ряд налічує понад 6000 видів, з яких у Німеччині трапляється 15 видів.

### Родина Повитухові (Alytidae)
| Українська назва              | Латинська назва     | Автор таксона  | Статус МСОП | Зображення |
| Ряд: Безхвості (Anura)        |                     |                |             |            |
| Родина: Повитухові (Alytidae) |                     |                |             |            |
| Жаба-повитуха звичайна        | Alytes obstetricans | Laurenti, 1768 | LC          |            |

### Родина Кумкові (Bombinatoridae)
| Українська назва                 | Латинська назва   | Автор таксона   | Статус МСОП | Зображення |
| Ряд: Безхвості (Anura)           |                   |                 |             |            |
| Родина: Кумкові (Bombinatoridae) |                   |                 |             |            |
| Кумка жовточерева                | Bombina variegata | (Linnaeus 1758) | LC          |            |
| Кумка червоночерева              | Bombina bombina   | L., 1761        | LC          |            |

### Родина Ропухові (Bufonidae)
| Українська назва             | Латинська назва       | Автор таксона    | Статус МСОП | Зображення |
| Ряд: Безхвості (Anura)       |                       |                  |             |            |
| Родина: Ропухові (Bufonidae) |                       |                  |             |            |
| Ропуха очеретяна             | Epidalea calamita     | (Laurenti, 1768) | LC          |            |
| Ропуха звичайна              | Bufo bufo             | (Linnaeus, 1758) | LC          |            |
| Ропуха зелена                | Pseudepidalea viridis | (Laurenti, 1768) | LC          |            |

### Родина Райкові (Hylidae)
| Українська назва          | Латинська назва | Автор таксона  | Статус МСОП | Зображення |
| Ряд: Безхвості (Anura)    |                 |                |             |            |
| Родина: Райкові (Hylidae) |                 |                |             |            |
| Райка деревна             | Hyla arborea    | Linnaeus, 1758 | LC          |            |

### Родина Часничницеві (Pelobatidae)
| Українська назва                   | Латинська назва  | Автор таксона    | Статус МСОП | Зображення |
| Ряд: Безхвості (Anura)             |                  |                  |             |            |
| Родина: Часничницеві (Pelobatidae) |                  |                  |             |            |
| Часничниця звичайна                | Pelobates fuscus | (Laurenti, 1768) | LC          |            |

### Родина Жаб'ячі (Ranidae)
| Українська назва          | Латинська назва         | Автор таксона    | Статус МСОП | Зображення |
| Ряд: Безхвості (Anura)    |                         |                  |             |            |
| Родина: Жаб'ячі (Ranidae) |                         |                  |             |            |
| Велика зелена жаба        | Lithobates catesbeianus | (Shaw, 1802)     | LC          |            |
| Жаба їстівна              | Pelophylax esculentus   | (Linnaeus, 1758) | NE          |            |
| Жаба ставкова             | Pelophylax lessonae     | Camerano, 1882   | LC          |            |
| Жаба озерна               | Pelophylax ridibundus   | Pallas, 1771     | LC          |            |
| Жаба гостроморда          | Pelophylax arvalis      | (Nilsson, 1842)  | LC          |            |
| Жаба прудка               | Pelophylax dalmatina    | Bonaparte, 1840  | LC          |            |
| Жаба трав'яна             | Rana temporaria         | Linnaeus, 1758   | LC          |            |